# Голынщинский сельсовет
Голынщинский сельсовет — муниципальное образование со статусом сельского поселения в Кирсановском районе Тамбовской области.
Административный центр — село Голынщина.

## История
В соответствии с Законом Тамбовской области от 17 сентября 2004 года № 232-З установлены границы муниципального образования и статус сельсовета как сельского поселения.
В соответствии с Законом Тамбовской области от 24 мая 2013 года № 271-З в состав сельсовета включён упразднённый Кобяковский сельсовет.

## Население
| 2010  | 2012  | 2013  | 2014  | 2015  | 2016  | 2017  |
| ----- | ----- | ----- | ----- | ----- | ----- | ----- |
| 2075  | ↗2091 | ↘2084 | ↗2644 | ↘2626 | ↘2536 | ↘2444 |
| 2018  | 2019  | 2020  | 2021  |       |       |       |
| ↘2352 | ↘2328 | ↘2279 | ↘1931 |       |       |       |

## Состав сельского поселения
| № | Населённый пункт | Тип населённого пункта       | Население |
| - | ---------------- | ---------------------------- | --------- |
| 1 | Восход           | посёлок                      | 105       |
| 2 | Голынщина        | село, административный центр | 1620      |
| 3 | Каргаловка       | посёлок                      | 27        |
| 4 | Клетинщина       | посёлок                      | 8         |
| 5 | Кобяки           | село                         | 359       |
| 6 | Кончаки          | посёлок                      | 54        |
| 7 | Моршань          | посёлок                      | 428       |
| 8 | Сурки            | посёлок                      | 126       |

### Упразднённые населённые пункты
Посёлок Садово-Драгунский.